# Apolinaria
Apolinaria – żeńska forma imienia Apolinary.
W Rosji i krajach wschodniosłowiańskich utworzono od Apolinarii skróconą formę Polina (możliwą też od Pelagii lub współcześnie jako fonetyczne przeniesienie francuskiej Pauline na grunt rosyjski), która w 2007 roku imię była drugim pod względem liczby nadań wśród noworodków imieniem żeńskim w okręgu moskiewskim w Rosji. Według stanu na 17 stycznia 2015 imię to miało w Polsce 5 nadań. 
Apolinaria imieniny obchodzi 23 lipca i 21 sierpnia.

## Znane osoby o tym imieniu
- Polina Astachowa – radziecka gimnastyczka.
- Polina Bogusiewicz – rosyjska piosenkarka.
- Polina Bratuhhina – estońska siatkarka.
- Polina Edmunds – amerykańska łyżwiarka.
- Polina Gagarina – rosyjska piosenkarka.
- Polina Gelman – radziecka podpułkownik lotnictwa, Bohater Związku Radzieckiego.
- Polina Kutiepowa – radziecka aktorka.
- Polina Lutikowa – ukraińska siatkarka.
- Polina Nediałkowa – bułgarska generał-major.
- Polina Osipienko – radziecka pilotka, Bohater Związku Radzieckiego.
- Polina Rəhimova – azerska siatkarka.
- Polina Semionowa – rosyjska balerina.
- Polina Stoyneva – bułgarska siatkarka.
- Polina Żemczużyna – radziecka polityk.
- Polina Żeriebcowa – rosyjska pisarka.